# 傑日·威廉 (萊格尼察)
傑日·威廉（波蘭語：Jerzy Wilhelm legnicki，1660年9月29日—1675年11月21日），萊格尼察公爵、布熱格公爵，皮雅斯特西里西亞系的末代君主，1672年至1675年在位。

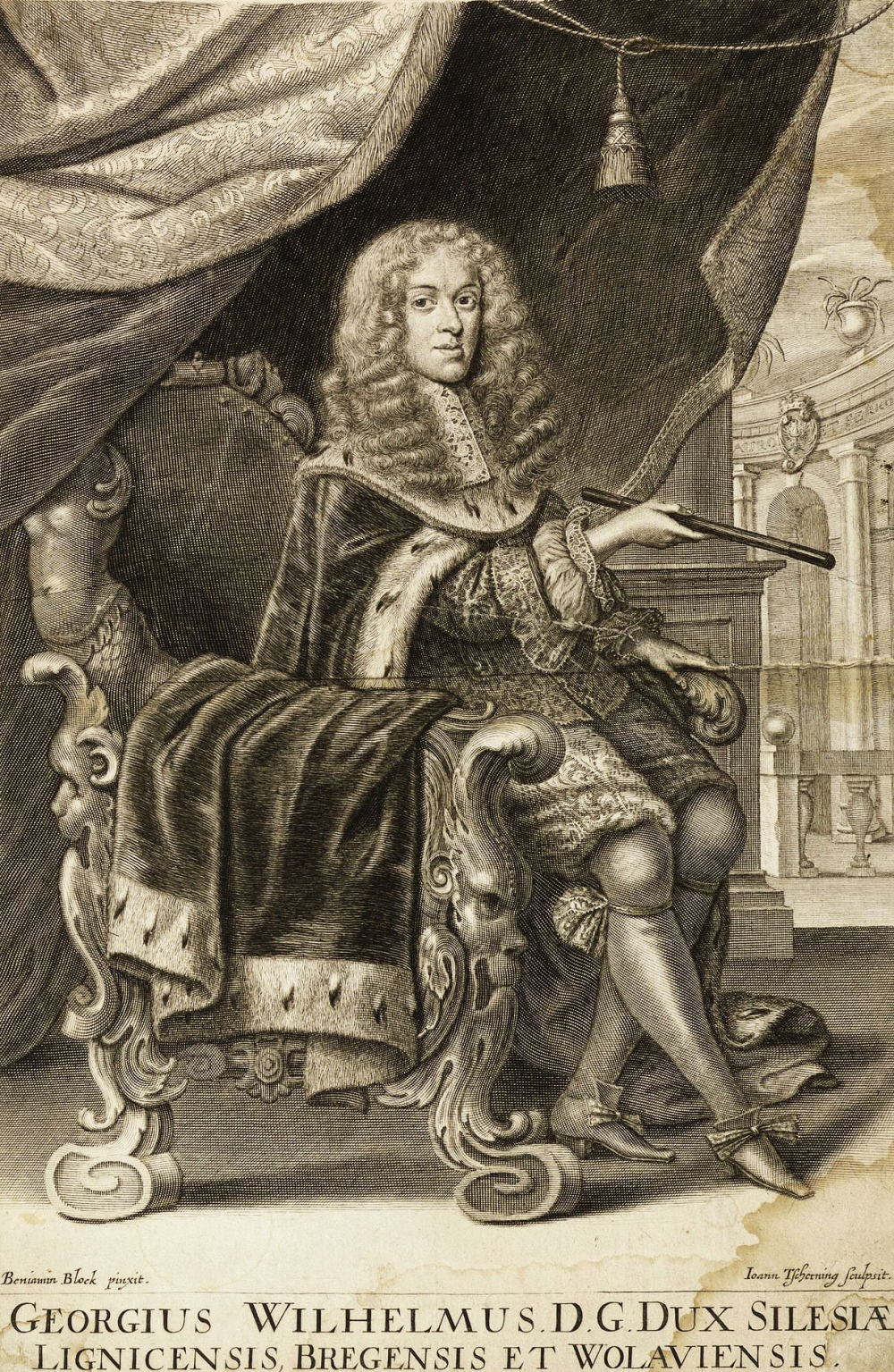
傑日·威廉

他是布熱格公爵克里斯蒂安之子，1672年繼承父親的爵位並由母親安哈特-德紹的路易絲攝政。1675年，傑日·威廉因天花去世，年僅15歲。神聖羅馬皇帝利奧波德一世接收了萊格尼察、布熱格兩公國。